# Бесс (Изер)
Бесс (фр. Besse) — коммуна во Франции, находится в регионе Рона — Альпы. Департамент коммуны — Изер. Входит в состав кантона Ле-Бур-д'Уазан. Округ коммуны — Гренобль.
Код INSEE коммуны — 38040. Население коммуны на 1999 год составляло 130 человек. Населённый пункт находится на высоте от 1228 до 3122 метров над уровнем моря. Муниципалитет расположен на расстоянии около 520 км юго-восточнее Парижа, 130 км юго-восточнее Лиона, 38 км восточнее Гренобля. Мэр коммуны — Jean-Rémy Ougier, мандат действует на протяжении 2001—2008 гг.
Динамика населения (INSEE):